# Ganna, Veszprém
Ganna  este un sat în districtul Pápa, județul Veszprém, Ungaria, având o populație de 291 de locuitori (2011). 

## Demografie
Componența etnică a satului Ganna
     Maghiari (60,27%)
     Germani (39,73%)
Componența confesională a satului Ganna
     Romano-catolici (63,57%)
     Reformați (8,59%)
     Luterani (4,12%)
     Necunoscută (23,71%)
Conform recensământului din 2011, satul Ganna avea 291 de locuitori. Din punct de vedere etnic, majoritatea locuitorilor (60,27%) erau maghiari, cu o minoritate de germani (39,73%).  Din punct de vedere confesional, majoritatea locuitorilor (63,57%) erau romano-catolici, existând și minorități de reformați (8,59%) și luterani (4,12%). Pentru 23,71% din locuitori nu este cunoscută apartenența confesională.